# Князєва Світлана Олександрівна
Світла́на Олекса́ндрівна Кня́зєва (* 16 квітня 1961, м. Чкаловськ Ленінабадської області Таджицької РСР) — українська акторка. Заслужена артистка України.

## Біографічні відомості
1984 року закінчила Київське естрадно-циркове училище.
Нині адміністраторка художньо-творчого персоналу кіностудії імені Олександра Довженка.
Одружена з режисером Леонідом Осикою (1940—2001). Має двох синів-близнюків.
В 2010 році Світлана Князєва видала книгу до річниці 70-ліття від дня народження чоловіка під назвою «Такая вот жизнь и такое кино: по дневникам (1984–1994)». — Київ, 2010.

## Фільмографія
Знялася у фільмах Леоніда Осики:
- 1985 — «Вклонися до землі»,
- 1987 — «Увійдіть, стражденні!»,
- 1989 — «Етюди про Врубеля»,
- 1991 — «Подарунок на іменини» (зйомки відбувалися в Кам'янці-Подільському),
- 1993 — «Гетьманські клейноди».